# Linyphia confinis
Linyphia confinis là một loài nhện trong họ Linyphiidae.
Loài này thuộc chi Linyphia. Linyphia confinis được Octavius Pickard-Cambridge miêu tả năm 1902.